# Vincent Larcher

Logo de la série

Vincent Larcher est un personnage et une série de bande dessinée, création de Raymond Reding publiée entre 1963 et 1972 dans le Journal de Tintin.

## Publications
Albums dans la collection « Jeune Europe » éditée par Le Lombard :
- [Tome 1] 1969 No 62 Olympic 2004
- [Tome 2] 1970 No 67 11 gauchers pour Mexico
- [Tome 3] 1971 Le Condottiere
- [Tome 4] 1972 Mini-jupes et maxi-foot
- [Tome 5] 1973 Le zoo du Docteur Quetzal
- [Tome 6] 1975 Opération pénalty

Hors-série aux éditions Bédéscope
- 1979 Vincent Larcher avant-centre

L'épisode pilote qui introduit Vincent Larcher : 
- 1979 le dernier match de Remy Bourdelle (6 pages + 1 couverture)